# Yoël Armougom
Yoël Armougom (Saint-Denis, 5 giugno 1998) è un calciatore francese, difensore del Panserraïkos.

## Carriera
Originario di Riunione, è arrivato al Caen nel 2016, esordendo con la squadra della bassa Normandia il 24 ottobre 2017, nella partita di Coppa di Lega vinta per 0-1 contro il Lorient. Il debutto in Ligue 1 è invece avvenuto 4 giorni dopo, nella vittoria ottenuta contro il Troyes.
Il 7 maggio 2018 ha firmato il primo contratto professionistico, di durata triennale.

## Statistiche

### Presenze e reti nei club
Statistiche aggiornate al 14 novembre 2022.
| Stagione        | Squadra         | Campionato      | Campionato | Campionato | Coppe nazionali | Coppe nazionali | Coppe nazionali | Coppe continentali | Coppe continentali | Coppe continentali | Altre coppe | Altre coppe | Altre coppe | Totale | Totale |
| Stagione        | Squadra         | Comp            | Pres       | Reti       | Comp            | Pres            | Reti            | Comp               | Pres               | Reti               | Comp        | Pres        | Reti        | Pres   | Reti   |
| --------------- | --------------- | --------------- | ---------- | ---------- | --------------- | --------------- | --------------- | ------------------ | ------------------ | ------------------ | ----------- | ----------- | ----------- | ------ | ------ |
| 2017-2018       | Caen            | L1              | 4          | 0          | CF+CdL          | 1+1             | 1               | -                  | -                  | -                  | -           | -           | -           | 6      | 1      |
| 2018-2019       | Caen            | L1              | 29         | 0          | CF+CdL          | 1+1             | 0               | -                  | -                  | -                  | -           | -           | -           | 31     | 0      |
| 2019-2020       | Caen            | L2              | 22         | 0          | CF+CdL          | 3+1             | 1               | -                  | -                  | -                  | -           | -           | -           | 26     | 1      |
| 2020-2021       | Caen            | L2              | 24         | 0          | CF              | 1               | 0               | -                  | -                  | -                  | -           | -           | -           | 25     | 0      |
| 2021-2022       | Caen            | L2              | 20         | 0          | CF              | 1               | 0               | -                  | -                  | -                  | -           | -           | -           | 21     | 0      |
| Totale Caen     | Totale Caen     | Totale Caen     | 99         | 0          |                 | 10              | 2               |                    | -                  | -                  |             | -           | -           | 109    | 2      |
| 2022-2023       | Sochaux         | L2              | 9          | 0          | CF              | 1               | 0               | -                  | -                  | -                  | -           | -           | -           | 10     | 0      |
| Totale carriera | Totale carriera | Totale carriera | 108        | 0          |                 | 11              | 2               |                    | -                  | -                  |             | -           | -           | 119    | 2      |